# Gambusia
Gambusia is een geslacht van vissen uit de familie Poeciliidae. De meeste Gambusiasoorten zijn te vinden in het zoete water, hoewel sommige soorten ook worden aangetroffen in brak of zout water. Gambusiasoorten worden vaak muskietenvis genoemd, hoewel daar meestal de soort Gambusia affinis mee wordt bedoeld. Ze zijn zeer belangrijk voor de handel in aquariumvissen, omdat het sierlijke vissen zijn die weinig ruimte nodig hebben en gemakkelijk zijn te kweken. Ze zijn levendbarend.

## Status
Twaalf soorten zijn door de IUCN zijn opgenomen op de rode lijst. Gambusia eurystoma is ernstig bedreigd, Gambusia amistadensis en Gambusia georgei zijn al uitgestorven, verder zijn er zeven soorten kwetsbaar, één soort is bedreigd en één soort is gevoelig.

## Invasieve uitheemse soort
Eén soort, Gambusia affinis geldt als een invasieve exoot die behoort tot de 100 ecologisch meest schadelijke organismen. Bovendien zijn Gambusia affinis en Gambusia holbrookii sinds augustus 2022 opgenomen op de lijst van invasieve exoten die zorgwekkend zijn voor de Europese Unie. Dit betekent dat deze soorten niet langer in de Europese Unie mogen worden ingevoerd, vervoerd, gecommercialiseerd, gekweekt, gebruikt, uitgewisseld of vrijgelaten in de natuur. Bovendien mogen deze soorten niet langer worden gehouden, uitgezonderd in het geval van gezelschapsdieren die werden verworven tot 1 jaar na de opname van de soort op de Unielijst.

## Soortenlijst volgensFishbase[2]
| - Gambusia affinis (Baird & Girard, 1853) - muskietenvisje (invasieve exoot) - Gambusia alvarezi Hubbs & Springer, 1957 - Gambusia amistadensis Peden, 1973 Uitgestorven - Gambusia atrora Rosen & Bailey, 1963 - Gambusia aurata Miller & Minckley, 1970 - Gambusia baracoana Rivas, 1944 - Gambusia beebei Myers, 1935 - Gambusia bucheri Rivas, 1944 - Gambusia clarkhubbsi Garrett & Edwards, 2003 - Gambusia dominicensis Regan, 1913 Bedreigd - Gambusia echeagarayi (Alvarez, 1952) - Gambusia eurystoma Miller, 1975 Ernstig bedreigd - Gambusia gaigei Hubbs, 1929 Kwetsbaar - Gambusia geiseri Hubbs & Hubbs, 1957 - Gambusia georgei Hubbs & Peden, 1969 Uitgestorven - Gambusia heterochir Hubbs, 1957 Kwetsbaar - Gambusia hispaniolae Fink, 1971 - Gambusia holbrooki Girard, 1859 - Gambusia hurtadoi Hubbs & Springer, 1957 Kwetsbaar - Gambusia krumholzi Minckley, 1963 Kwetsbaar - Gambusia lemaitrei Fowler, 1950 - Gambusia longispinis Minckley, 1962 Kwetsbaar | - Gambusia luma Rosen & Bailey, 1963 - Gambusia manni Hubbs, 1927 - Gambusia marshi Minckley & Craddock, 1962 - Gambusia melapleura (Gosse, 1851) - Gambusia monticola Rivas, 1971 - Gambusia myersi Ahl, 1925 - Gambusia nicaraguensis Günther, 1866 - Gambusia nobilis (Baird & Girard, 1853) Kwetsbaar - Gambusia panuco Hubbs, 1926 - Gambusia pseudopunctata Rivas, 1969 - Gambusia punctata Poey, 1854 - Gambusia puncticulata Poey, 1854 - Gambusia quadruncus Langerhans, 2012 - Gambusia regani Hubbs, 1926 - Gambusia rhizophorae Rivas, 1969 - Gambusia senilis Girard, 1859 Gevoelig - Gambusia sexradiata Hubbs, 1936 - Gambusia speciosa Girard, 1859 - Gambusia vittata Hubbs, 1926 - Gambusia wrayi Regan, 1913 - Gambusia xanthosoma Greenfield, 1983 - Gambusia yucatana Regan, 1914 - Gambusia zarskei Meyer, Schories & Schartl, 2010 |